# Varanus baritji
Varanus baritji ist eine in Australien beheimatete Art aus der Gattung der Warane (Varanus). In Englisch ist sie unter den Namen “black-spotted ridge-tailed monitor”, “White’s ridged-tailed monitor” und “White's dwarf goanna” bekannt. Die Tiere leben im nördlichsten Teil des Northern Territory, Australien.
Varanus baritji ist eine mittelgroße, ausschließlich bodenbewohnende Art. Der Artname „baritj“, ist ein Wort aus der Sprache der Aborigines und bedeutet „weiß“. Das Wort „weiß“ ist in diesem Fall ein Hinweis auf den Entdecker dieser Waranart, Neville White.

## Beschreibung
Varanus baritji hat ein stacheliges, leicht dorniges Schuppenkleid. Im äußeren Erscheinungsbild ähnelt die Art dem Stachelschwanzwaran (Varanus acanthurus). Das einzige, was die beiden Arten äußerlich unterscheidet, ist das Farbmuster und im Gegensatz zum Stachelschwanzwaran fehlen die hellen und dunklen dorsalen Halsstreifen und die leicht orangefarbigen Zeichnungen auf dem Rücken. Die Unterseite von V. baritji ist hellgelb. Ausgewachsen erreicht die Art eine Gesamtlänge von bis zu 72 cm.